# Baleia dos 52 Hertz

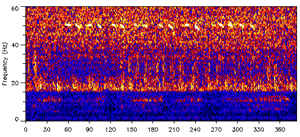
Um espectrograma do sinal de 52 Hz

A Baleia dos 52 Hertz (também chamada Baleia de 52 Hertz  ou 52 Hertz) é um espécime único de baleia cujo canto está na frequência característica de 52 Hz, muito mais alta que a vocalização da maioria das baleias. Aparentemente, é o único indivíduo com este chamado, e é frequentemente descrita como a baleia mais solitária do mundo.

## Características
A assinatura sonora captada é claramente a de uma baleia, embora em uma frequência única. Como está a 52 Hz, o som é apenas um pouco mais alto que a nota mais baixa de uma tuba. Os padrões do chamado não lembram nem o canto de uma baleia azul nem o canto de uma baleia comum, pois o canto da baleia de 52 hertz é mais curto e mais frequente, além de estar em uma frequência muito mais alta. Baleias azuis normalmente vocalizam entre 15 Hz e 20hz, enquanto baleias comuns cantam a 20 Hz. Os sinais da baleia de 52 hertz são altamente variáveis em seus padrões de repetição, duração e sequência, embora sejam facilmente identificáveis devido à sua frequência e a seu agrupamento característico.
A trajetória da Baleia de 52 Hertz não está relacionada com a presença ou os movimentos de outras espécies de baleias. Seus movimentos são mais ou menos similares aos das baleias azuis, mas seu ritmo é mais semelhante ao das baleias comuns. Ela é detectada no Oceano Pacífico todos os anos, iniciando entre agosto e dezembro, e move-se para fora do alcance dos hidrofones entre janeiro e fevereiro. Ela viaja ao norte até as Ilhas Aleutas e o Arquipélago Kodiak, e ao sul até a costa da Califórnia, nadando 30 km a 70 km por dia. As distâncias viajadas por temporada (que foram registradas) variam de 70 km até 11.062 km (em 2002 e 2003).
Cientistas do Instituto Oceanográfico de Woods Hole não conseguiram identificar a espécie da baleia. Eles especulam que ela poderia possuir alguma malformação, ou ser um híbrido de baleia azul com outra espécie (como a baleia comum). Segundo o The New York Times, o time de pesquisa foi contatado por pessoas surdas que acreditam que a baleia possa ser surda. Sua voz tornou-se levemente mais grave desde 1992, o que sugere que a baleia pode ter crescido ou amadurecido. Qualquer que seja a causa biológica de sua incomum voz aguda, não parece ser prejudicial à sua existência. O fato de a baleia ter sobrevivido (e, aparentemente, também ter amadurecido) indica que ela é provavelmente, saudável. Ainda assim, é a única de seu tipo detectada onde quer que seja, e há apenas uma única fonte de som por temporada. Devido a isto, o animal foi chamado de "a mais solitária baleia do mundo".

## História
A baleia foi descoberta por um time do Instituto Oceanográfico de Woods Hole. Seu chamado foi detectado pela primeira vez em 1989 e, novamente, em 1990 e 1991. Em 1992, após o fim da Guerra Fria, a Marinha dos Estados Unidos desclassificou parcialmente as gravações e especificações técnicas de sua cadeia de hidrofones antissubmarinos SOSUS e os disponibilizou para pesquisas oceanográficas. Até 2004, a baleia foi detectada todos os anos. A pesquisa de cientistas do Instituto Oceanográfico de Woods Hole teve o apoio do Corpo de Engenheiros do Exército dos Estados Unidos, do Departamento de Defesa dos Estados Unidos e do Serviço Nacional de Pesca Marinha dos Estados Unidos, além da Marinha americana.

## Documentário
Um documentário de longa metragem intitulado "Finding 52: The Search for the Loneliest Whale in the World" ("Descoberta 52: a busca pela baleia mais solitária do mundo", em tradução livre) foi lançado em 2021, com Joshua Zeman como diretor e escritor, junto com Lisa Schiller. Zeman e sua tripulação não encontram definitivamente a baleia de 52 hertz.